# Aldo Gorini
Aldo Gorini (fl. XX secolo) è stato un calciatore italiano, di ruolo attaccante.

## Carriera
Disputa la sua intera carriera con il Venezia; veste infatti la maglia dei lagunari per 15 anni.
Gioca per una stagione in massima serie nel 1928-1929, disputando 24 gare e segnando 9 gol, e disputa i successivi cinque campionati di Serie B sempre con il Venezia (che dal 1930-1931 cambia denominazione in S.S. Serenissima), collezionando tra i cadetti 131 presenze e segnando 38 reti.